# Flo Fox
Pour les articles homonymes, voir Fox.
Florence Blossom Fox, connue comme Flo Fox (/floʊ fɒks/) (née le 26 septembre 1945 à Miami, en Floride et morte le 2 mars 2025 à son domicile de Woodside, dans le Queens, à New York) est une photographe de rue américaine ,.
Diagnostiquée avec une sclérose en plaques à l'âge de 30 ans, elle continue à travailler comme photographe malgré sa paralysie complète, demandant à des assistants, des amis ou des inconnus de prendre des photos pour elle avec un appareil photo autofocus.

## Biographie
Flo Fox est née à Miami, en Floride, mais à passé toute son enfance à Woodside, dans le Queens, à New York. Orpheline à 14 ans, elle est violée par un parent et s'enfuit avec sa machine à coudre. Elle erre quelque temps, logeant chez des amis, et finit par s'installer à Manhattan, où elle trouve du travail dans la conception de costumes, travaillant pour le Public Theater et A Chorus Line.
À la fin des années 1970, elle commence à perdre la vue de son œil gauche, puis le contrôle de ses membres, mais il a fallu deux ans aux médecins pour diagnostiquer sa sclérose en plaques. Ne pouvant plus coudre, elle s'est tournée vers la photographie, utilisant un appareil photo Polaroïd autofocus.
Tout au long de sa carrière, elle a réalisé de plus de 130 000 clichés, photographiant divers sujets à New York, documentant, par exemple, pendant plusieurs années la dégradation de Times Square ou encore l'apparition des graffitis. Son travail fait partie de la collection permanente du Brooklyn Museum  et du Smithsonian ,
Ses images sont apparues dans Life Magazine et dans New York Magazine et ont été exposées à Paris, Londres, Barcelone et au Mexique. Fox a également été interviewée dans plusieurs talk-shows, notamment par Regis Philbin et Kathie Lee Gifford dans l'émission Live with Regis and Kathie Lee sur WABC-TV et par Tom Snyder (en) dans son émission The Tomorrow Show (en) sur NBC. Le photographe britannique Richard Young (en) attribue à Flo Fox le mérite de « lui avoir donné la confiance nécessaire pour prendre un appareil photo et devenir photographe. »
Au début des années 1980, elle anime son propre talk-show Foto Flo Show sur A&E, émission dans laquelle elle interviewait d'autres photographes tels que Ruth Orkin ou Ralph Gibson sur leur travail et leurs méthodes de création. Riley Hooper a réalisé un court métrage documentaire, Flo, qui a été présenté dans le New York Times en 2013.
En 2023, Dashwood Books publie le livre Ironic Reality réunissant un large choix des photographies de Flo Fox réalisées tout au long de sa carrière
Fox s'est battue toute sa vie pour défendre les droits des personnes handicapées. Elle a donné des cours de photographie aux étudiants aveugles et malvoyants au LightHouse for the Blind and Visually Impaired (en) . Malgré sa cécité, sa sclérose en plaques et son cancer du poumon, elle a continué à photographier les rues de New York,.
Elle est également apparue brièvement dans son propre rôle dans le documentaire de Ricki Stern (en) et Anne Sundberg (en) Joan Rivers: A Piece of Work (en) sur la vie et la carrière de la comédienne Joan Rivers, sorti en 2010.
Flo Fox meurt à son domicile de Woodside, dans le Queens, à New York le 2 mars 2025 à l'âge de 79 ans.